# 中原小麦のまじかるナースステーション
中原小麦のまじかるナースステーション（なかはらこむぎのまじかるナースステーション）はアニメ『The Soul Taker 〜魂狩〜』のスピンオフ作品である『ナースウィッチ小麦ちゃんマジカルて』のプロモーションのためのインターネットラジオ番組である。それに先立ち放送された、『The Soul Taker 〜魂狩〜』のプロモーションのための番組だった中原小麦のこんがりナースステーションについても併せて総説する。

## 配信期間
小麦っこくらぶで配信。
- 中原小麦のこんがりナースステーション
  - 2001年10月〜2002年4月、全25回
- 中原小麦のまじかるナースステーション
  - 2002年10月〜2003年3月28日、先行「Special」1回+レギュラー全23回
- 中原小麦のまじかるナースステーション乙！
  - 2003年4月25日〜2004年4月24日、レギュラー全48回+「24時間インターネットLive生放送!!」

小麦っこくらぶで配信。
- 中原小麦のまじかるナースステーション乙乙！（おっつー）
  - 2004年7月2日〜2005年10月7日、全60回

キャララジオで配信。
- 中原小麦のまじかるナースステーション乙乙１ヶ月限定すぺしゃる！
  - 2006年9月8日〜9月29日、全4回

## パーソナリティー
- 中原小麦（なかはら こむぎ）
  - 前述の2作品に登場するキャラクターの少女（声：桃井はるこ）。頻繁に「中の人などいない」と発言するが、桃井はるこがパーソナリティを勤めているのは自明である。
- 偽まる（にせまる）
  - ジェネオンエンタテインメントプロデューサー（当時）の川瀬浩平の別名。当初は「マジカルて」のキャラクターであるムギまるの声優に当てられていたため「ムギまる」の名でラジオ（こんがりナースステーション）に出演していた。しかしアニメ化に際し本人の希望で降板し代役は上田祐司となったため、ラジオ2期であるまじかるナースステーション第1回以後は「偽まる」と名乗っている。小麦作品以外の場でも自身の呼称として用いることもある。
- UPLIFT
  - 東芝エンタテインメントプロデューサー（当時）の伊平崇耶の別名。当初はゲスト扱いで時々出演していたが、まじかるナースステーション第21回以降、正式パーソナリティとなった。

## 番組形式
ラジオのスタイルはハガキを元にしたフリートークが中心。当初は一般のアニラジ同様、中原小麦があたりさわりのないことを言っていたが、番組が進むにつれ制作方の2人が舞台裏や本音をばくろ言い合ったりしたり、ハガキを基に脱線して雑談を行ったりするスタイルに変わった。
番組内に反省室のコーナーを設けて、自らが反省するだけでなく、投稿者を反省させたり、投稿メールを「はずしている」と容赦なくけなしたりと、ぶっちゃけトークは番組の売りである。
番組当初は少なかったリスナーも激増し、史上初の24時間インターネットラジオなどの企画も行った。数度の中断はあったものの、2001年から続くネットアニラジの長寿番組となっていた。その後作品の終了に合わせ、ラジオも2005年10月に終了した。
終了から約1年後の2006年9月、キャララジオ内にて「中原小麦のまじかるナースステーション乙乙1ヶ月限定すぺしゃる！」として全4回の期間限定で復活した。ここは本来、ジェネオンを宣伝する番組の枠であるが、ジェネオンが関係するインターネットラジオ番組の代表格として白羽の矢が立ったもの。偽まるに依頼があったのが収録の約1週間前という超突発企画だったため、第一回に桃井はるこのスケジュールが押さえられず、そのため小麦ちゃんは登場せずに、UPLIFTと偽まるの2人で収録した。